# Mai Thế Quý
Mai Thế Quý (hay Quí) (1822-?) là người đã đỗ đồng tiến sĩ xuất thân vào năm 1853, tức niên hiệu Tự Đức, ông là người của xã Phù Lưu Thượng, tổng Phù Lưu, huyện Thiên Lộc, phủ Đức Thọ, tỉnh Hà Tĩnh (nay thuộc xã Phù Lưu, huyện Can Lộc, tỉnh Hà Tĩnh). Ông đỗ Cử nhân (Hương cống thời Nguyễn) năm Nhâm Tý 1852. Ông từng làm Tuần phủ Tuyên Quang, sau bị giáng làm Án sát.